# Sabella clavata
Sabella clavata är en ringmaskart som beskrevs av Gmelin in Linnaeus 1788. Sabella clavata ingår i släktet Sabella och familjen Sabellidae. Inga underarter finns listade i Catalogue of Life.